# Политионовые кислоты

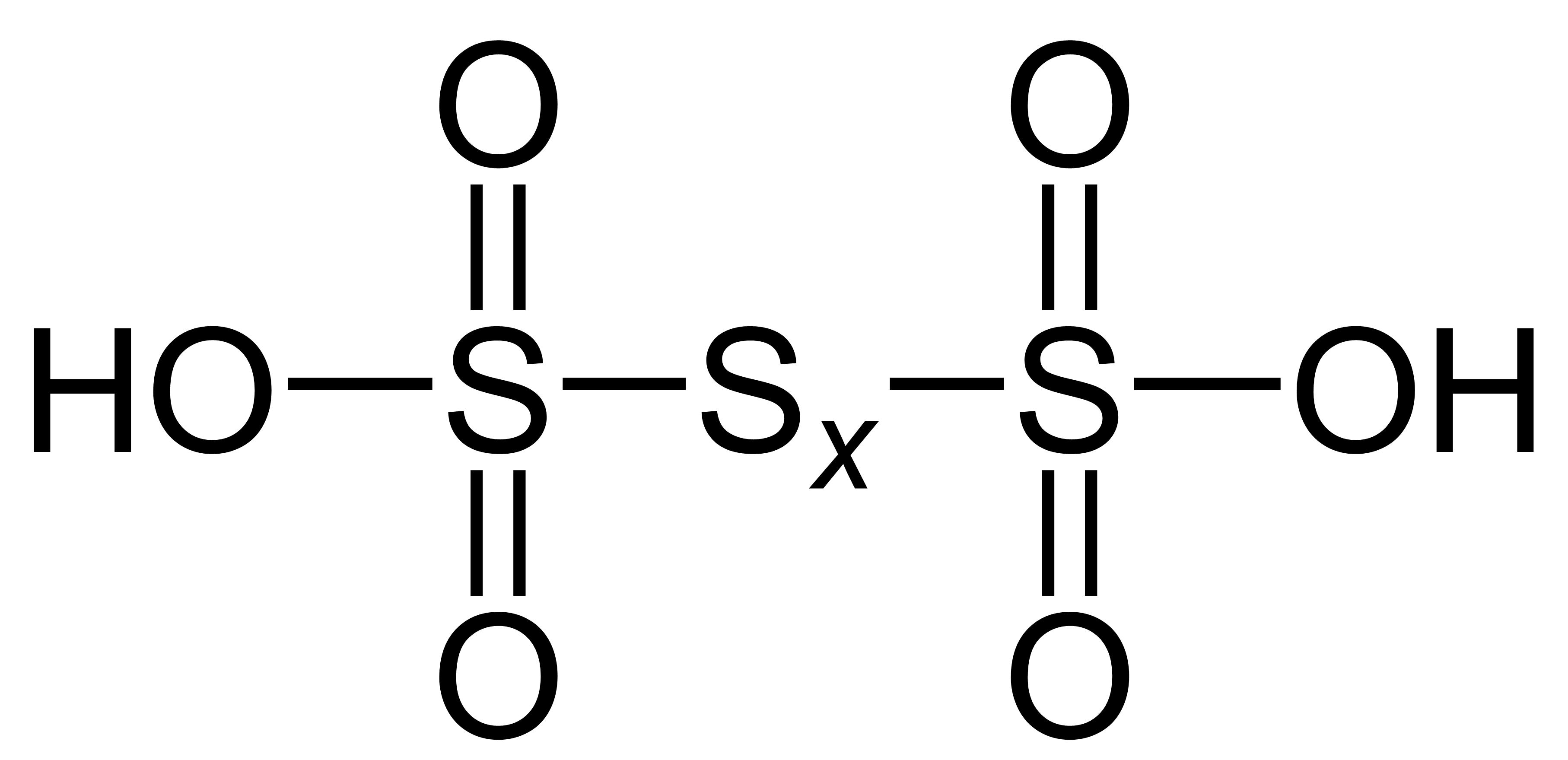
Политионовые кислоты

Политио́новые кисло́ты — соединения серы с общей формулой H2SnO6, где {\displaystyle n\geqslant 2.} Их соли называются политионатами.

## Номенклатура
Во всех анионах-политионатах содержатся цепи из атомов серы, присоединённые к концевым SO3H-группам. Название политионовых кислот определяется числом атомов в цепочке атомов серы:
- H2S2O6 — дитионовая кислота
- H2S3O6 — тритионовая кислота
- H2S4O6 — тетратионовая кислота
- H2S5O6 — пентатионовая кислота и др.

## История
Многочисленные кислоты и соли этой группы имеют почтенную историю, а химия систем, в которых они существуют, восходит к исследованиям Джона Дальтона, посвящённым поведению H2S в водных растворах SO2 (1808 г.). Такие растворы сейчас носят имя Фердинанда Вакенродера, который провёл их систематическое изучение (1846 г.). В течение последующих 60—80 лет исследования показали присутствие многочисленных ионов, в частности тетратионат- и пентатионат-ионов (S4O62− и S5O62− соответственно).

## Получение и свойства
В последние несколько десятилетий в результате работы Г. Шмидта и других учёных в Германии сформировалось новое представление: как H2S может реагировать с SO3 или HSO3Cl, образуя тиосерную кислоту H2S2O3, так же в аналогичной реакции с H2S2 образуется «дисульфанмоносульфоновая кислота» H2S2SO3H; подобным образом полисульфаны H2Sn (n = 2—6) дают HSnSO3H. Реакции с обоих концов полисульфановой цепи приводят к образованию «полисульфандисульфоновых кислот» HO3SSnSO3H, которые чаще называют политионовыми кислотами.
Известно много способов синтеза этих кислот, однако механизм реакции остается неясным ввиду большого числа одновременно протекающих и конкурирующих реакций окисления-восстановления, катенации и диспропорционирования. Типичные примеры таковы:
- Взаимодействие сероводорода и диоксида серы в водных растворах или хотя бы в присутствии следов влаги. При этом получается сложная смесь различных кислородсодержащих кислот серы самого разного строения, называемая жидкостью Вакенродера.
- Реакции хлорсульфанов с HSO3- или HS2O3-, например:

{\displaystyle {\mathsf {SCl_{2}+2HSO_{3}^{-}\rightarrow [O_{3}SSSO_{3}]^{2-}+2HCl}}}
{\displaystyle {\mathsf {S_{2}Cl_{2}+2HSO_{3}^{-}\rightarrow [O_{3}SSSO_{3}]^{2-}+2HCl}}}
{\displaystyle {\mathsf {SCl_{2}+2HS_{2}O_{3}^{-}\rightarrow [O_{3}SS_{3}SO_{3}]^{2-}+2HCl}}}
- Окисление тиосульфатов мягкими окислителями, такими как I2, Cu2+, S2O82-, H2O2, MnO2.
- Различные специальные методы синтеза.

Дитионат-ион получают окислением водного раствора диоксида серы суспензиями порошков оксидов марганца или железа (MnO2, Fe2O3):
{\displaystyle {\mathsf {MnO_{2}+2SO_{2}\rightarrow MnS_{2}O_{6}}}}
Тритионат-ион синтезируют окислением тиосульфат-иона пероксидом водорода:
{\displaystyle {\mathsf {2S_{2}O_{3}^{2-}+4H_{2}O_{2}\rightarrow S_{3}O_{6}^{2-}+SO_{4}^{2-}+4H_{2}O}}}
Тетратионат-ион можно получить окислением тиосульфат-иона иодом (реакция используется в иодометрии):
{\displaystyle {\mathsf {2S_{2}O_{3}^{2-}+I_{2}\rightarrow S_{4}O_{6}^{2-}+2I^{-}}}}
Тетратионат натрия может быть получен электрохимическим окислением гипосульфита (тиосульфата натрия) в водном растворе.
Пентатионат-ион получают действием SCl2 на тиосульфат-ион и из жидкости Вакенродера при добавлении к ней ацетата калия. Вначале выпадают призматические кристаллы тетратионата калия, затем — пластинчатые кристаллы пентатионата калия, из которого действием винной кислоты получают водный раствор пентатионовой кислоты.
Гексатионат калия K2S6O6 лучше всего синтезировать действием KNO2 на K2S2O3 в концентрированной HCl при низких температурах.
Безводные политионовые кислоты могут быть получены в эфирном растворе следующими тремя общими способами:
{\displaystyle {\mathsf {HS_{n}SO_{3}H+SO_{3}\rightarrow H_{2}S_{n+2}O_{6}\ (n=1,\ 2\ ...\ 8)}}}
{\displaystyle {\mathsf {H_{2}S_{n}+2SO_{3}\rightarrow H_{2}S_{n+2}O_{6}\ (n=1,\ 2\ ...\ 8)}}}
{\displaystyle {\mathsf {2HS_{n}SO_{3}H+I_{2}\rightarrow H_{2}S_{2n+1}O_{6}+2HI\ (n=1,\ 2\ ...\ 6)}}}
Более сложные политионаты с числом атомов серы, достигающим 23, получают реакцией тиосульфатов с SCl2 или S2Cl2. В водных растворах политионовые кислоты сильно диссоциированы и постепенно (при обычных температурах очень медленно) гидролитически разлагаются с образованием H2SO4, H2SO3 и свободной серы.:I:328
Наиболее устойчивы политионовые кислоты с небольшим числом атомов серы в цепи (n = 3÷6). Политионовые кислоты существуют только в водных растворах, при концентрировании или попытке выделить их из раствора. быстро разрушаются с выделением элементной серы, диоксида серы и иногда — серной кислоты. Кислые соли политионовых кислот — гидрополитионаты — не существуют. Политионат-ионы заметно более устойчивы, чем соответствующие им кислоты.
При действии окислителей (перманганат калия, дихромат калия) политионовые кислоты и их соли окисляются до сульфатов, а при взаимодействии с сильными восстановителями (амальгама натрия) превращаются в сульфиты и дитиониты.